# Ateloglossa isolata
Ateloglossa isolata là một loài ruồi trong họ Tachinidae.